# Pēteris Radziņš
Pēteris Radziņš (ur. 2 maja 1880, zm. 8 października 1930 w Rydze) – łotewski oficer, szef sztabu Armii Łotewskiej i jej głównodowodzący. Zwolennik wojskowego przymierza łotewsko-polskiego.

## Życiorys
Pochodził z rodziny luterańskiej. Szkołę realną ukończył w Valce przy dzisiejszej granicy estońskiej. 
W 1898 wstąpił jako ochotnik do armii rosyjskiej. Służył m.in. w Kownie w 112. Uralskim Pułku Piechoty. Wkrótce trafił do Wileńskiej Szkoły Wojskowej, którą ukończył w 1901 w stopniu podporucznika. Następnie służył w 24. Symbirskim Pułku Piechoty w gubernii łomżyńskiej. Walczył w wojnie rosyjsko-japońskiej. W latach 1907–1910 studiował w rosyjskiej Akademii Sztabu Generalnego. Przed wybuchem I wojny światowej został mianowany dowódcą 32. Pułku Piechoty w Warszawie. 
Walczył pod Komarowem, Warszawą, Rawą Mazowiecką i Łodzią, Przasnyszem i Mławą, Szawlami i Mitawą. W czasie wojny odznaczony orderami Św. Jerzego, św. Stanisława i św. Anny.
Od 1915 szef sztabu twierdzy w Nowogeorgijewsku, skąd wydostał się samolotem do Białegostoku. Szef sztabu 8. dywizji syberyjskiej, następnie 61. dywizji piechoty. W 1917 awansowany na pułkownika. Od 1918 na froncie besarabskim. Od marca 1918 w armii Państwa Ukraińskiego hetmana Skoropadskiego. Od grudnia 1918 w armii Ukraińskiej Republiki Ludowej Symona Petlury jako pomocnik szefa sztabu. W 1919 po klęsce armii URL w walkach z bolszewikami wyjechał do Warszawy, skąd po spotkaniu z Zigfrīdem Meierovicsem powrócił na Łotwę by 29 października objąć stanowisko szefa sztabu armii łotewskiej. Przygotował działania przeciwko Zachodniej Armii Ochotniczej Pawła Bermondta-Awałowa oraz Armii Czerwonej. 13 sierpnia 1919 odznaczony Orderem Pogromcy Niedźwiedzia i awansowany do stopnia generała. 
30 grudnia 1919 współsygnował wojskową umowę o współpracy polsko-łotewskiej w Łatgalii, skutkiem której była wspólna operacja Zima i wyparcie bolszewików z Dyneburga i okolic w styczniu 1920. Został odznaczony orderem Virtuti Militari. 
W sierpniu 1920 brał udział w konferencji państw bałtyckich w Bulduri. Zwolennik idei Międzymorza oraz przymierza wojskowego polsko-łotewskiego. Jesienią 1920 odszedł z armii na własną prośbę. Działał w prawicowym Klubie Narodowym. Wykładał w Szkole Wojennej oraz Szkole Lotniczej. 
Od 1924 głównodowodzący Łotewskich Sił Zbrojnych. W lutym 1925 odznaczony estońskim orderem Krzyża Wolności. Odszedł ze stanowiska w 1928 roku w związku ze skandalem wokół płk Ikše, oskarżonego o przygotowywanie zamachu stanu. Opublikował wspomnieniową książkę pt. Latvijas brīvības karš (pol. Łotewska wojna o wolność). 
Zmarł w 1930 i został pochowany na cmentarzu Brackie Mogiły.